# Disarmo
Il disarmo è la riduzione o la soppressione delle armi.

## Descrizione

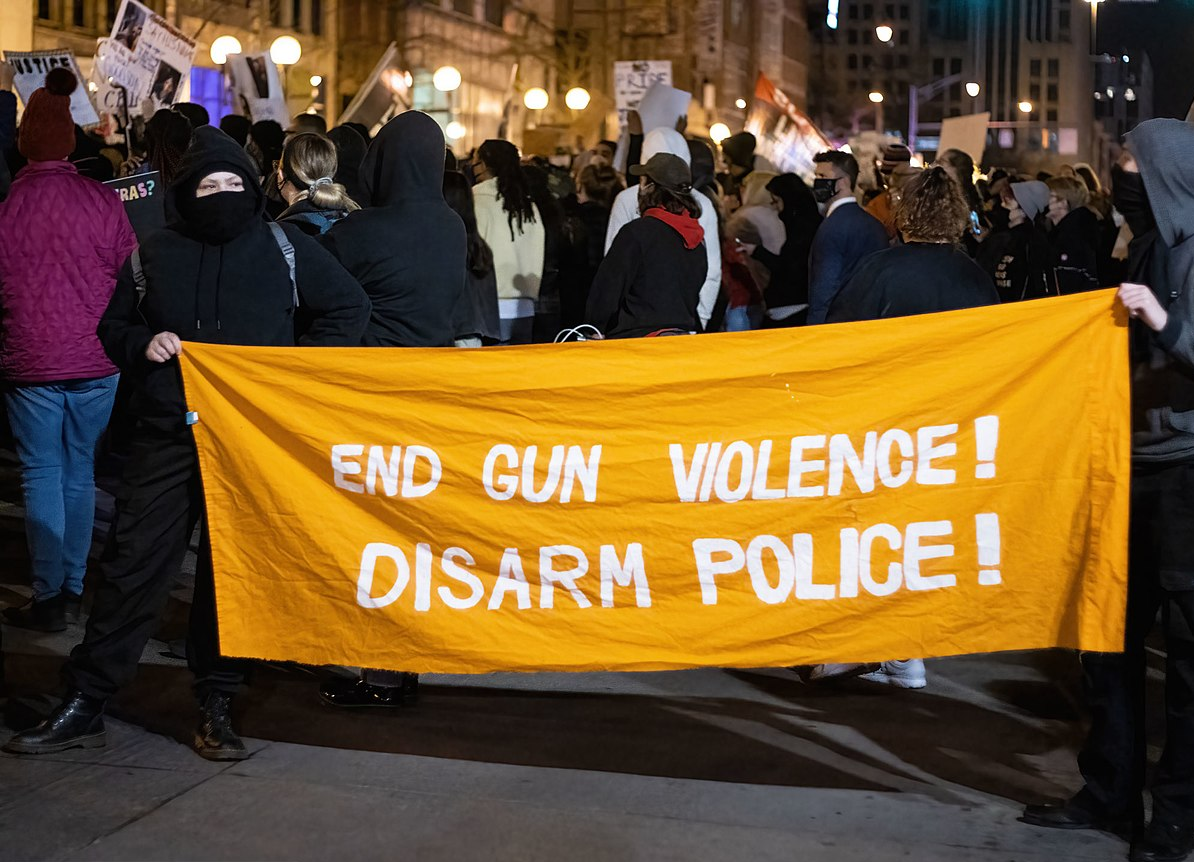
Striscione di Black Lives Matter con la scritta "Basta con la violenza armata, disarmo della polizia" durante le proteste per George Floyd a Columbus, Ohio.

Il concetto si applica generalmente in un contesto militare e fa riferimento alla totale abolizione delle armi di distruzione di massa, come, ad esempio, quelle nucleari. Il disarmo generale completo è stato definito dall'Assemblea generale delle Nazioni Unite come l'eliminazione di tutte le ADM, unitamente alla «riduzione equilibrata delle forze armate e degli armamenti convenzionali, basata sul principio della sicurezza non diminuita delle parti al fine di promuovere o rafforzare la stabilità a un livello militare inferiore, tenendo conto dell'esigenza di tutti gli Stati di proteggere la loro sicurezza.»

## Storia
Alle Conferenze di Pace dell'Aia del 1899 e del 1907, le delegazioni governative discussero del disarmo e della creazione di una corte internazionale con poteri vincolanti. La corte fu considerata necessaria perché si comprese che gli Stati nazionali non potevano disarmarsi a vuoto. Dopo la prima guerra mondiale, la repulsione per l'inutilità e l'enorme costo della guerra era diffusa. Era opinione comune che la causa della guerra fosse stata il crescente accumulo di armamenti nel mezzo secolo precedente tra le grandi potenze. Sebbene il Trattato di Versailles disarmasse di fatto la Germania, fu inserita una clausola che invitava tutte le grandi potenze a procedere progressivamente al disarmo nel corso di un periodo di tempo. La neonata Società delle Nazioni fece di questo un obiettivo esplicito nel patto della Società, che impegnava i suoi firmatari a ridurre gli armamenti "al livello più basso compatibile con la sicurezza nazionale e l'attuazione, mediante un'azione comune, degli obblighi internazionali". 
Uno dei primi successi nel disarmo fu ottenuto con il Trattato navale di Washington. Firmato dai governi di Gran Bretagna, Stati Uniti, Giappone, Francia e Italia, impedì la continua costruzione di navi capitali e limitò le navi di altra classificazione a un dislocamento inferiore a 10.000 tonnellate. La dimensione delle marine dei tre paesi (la Royal Navy, la Marina degli Stati Uniti e la Marina imperiale giapponese) fu fissata al rapporto 5-5-3. 
Nel 1921, la Società delle Nazioni istituì la Temporary Mixed Commission on Armaments per esplorare le possibilità di disarmo. Era composta non da rappresentanti governativi, ma da personalità di spicco che raramente si dichiaravano d'accordo. Le proposte spaziavano dall'abolizione della guerra chimica e dei bombardamenti strategici alla limitazione delle armi più convenzionali, come i carri armati. Nel 1923 fu redatta una bozza di trattato che rendeva illegale la guerra di aggressione e obbligava gli Stati membri a difendere le vittime di aggressione con la forza. Poiché l'onere della responsabilità sarebbe, in pratica, ricaduto sulle grandi potenze della Società delle Nazioni, essa incontrò l'opposizione del Primo Ministro MacDonald del governo britannico, la cui opposizione al trattato, resa ufficiale il 5 luglio 1924, "di fatto seppellì definitivamente la proposta". 
Un'altra commissione nel 1926, istituita per esplorare le possibilità di riduzione delle dimensioni dell'esercito, incontrò difficoltà simili. Tuttavia, agendo al di fuori della Società delle Nazioni, il ministro degli Esteri francese Aristide Briand e il segretario di Stato americano Frank Kellogg redassero un trattato noto come Patto Briand-Kellogg, che denunciava la guerra di aggressione. Il patto contava 65 firmatari, ma non stabiliva linee guida per l'azione in caso di guerra. Fu utilizzato nel 1946 per condannare e giustiziare i leader nazisti per crimini di guerra. 
Un ultimo tentativo fu fatto alla Conferenza di Ginevra sul disarmo dal 1932 al 1937, presieduta dall'ex ministro degli Esteri britannico Arthur Henderson. La Germania chiese la revisione del Trattato di Versailles e la concessione della parità militare con le altre potenze, mentre la Francia era determinata a mantenere la Germania smilitarizzata per la propria sicurezza. Nel frattempo, britannici e americani non erano disposti a offrire alla Francia impegni di sicurezza in cambio di una conciliazione con la Germania. I colloqui si interruppero nel 1933, quando Adolf Hitler ritirò la Germania dalla conferenza. 

### Disarmo nucleare
Il disarmo nucleare si riferisce sia all'atto di ridurre o eliminare le armi nucleari sia allo stato finale di un mondo libero dal nucleare, in cui tali armi vengono completamente eliminate.
Nel Regno Unito, la Campagna per il disarmo nucleare (CND) tenne un incontro pubblico inaugurale presso la Central Hall di Westminster, il 17 febbraio 1958, a cui parteciparono 5000 persone. Dopo l'incontro, alcune centinaia di persone si recarono a Downing Street per manifestare. 
Le politiche dichiarate della CND erano la rinuncia incondizionata all'uso, alla produzione o alla dipendenza dalle armi nucleari da parte della Gran Bretagna e l'attuazione di una convenzione generale sul disarmo. La prima marcia di Aldermaston fu organizzata dalla CND e ebbe luogo a Pasqua del 1958, quando diverse migliaia di persone marciarono per quattro giorni da Trafalgar Square, Londra, all'Atomic Weapons Research Establishment vicino ad Aldermaston nel Berkshire, in Inghilterra, per dimostrare la loro opposizione alle armi nucleari. Le marce di Aldermaston continuarono fino alla fine degli anni '60, quando decine di migliaia di persone presero parte alle marce di 4 giorni.

Nel 1961, il presidente degli Stati Uniti John F. Kennedy tenne un discorso davanti all'Assemblea generale delle Nazioni Unite in cui annunciò l'intenzione degli Stati Uniti di "sfidare l'Unione Sovietica non a una corsa agli armamenti, ma a una corsa alla pace: procedere insieme passo dopo passo, tappa dopo tappa, fino al raggiungimento di un disarmo generale e completo". Proseguì invocando un disarmo generale e completo a livello mondiale, offrendo una panoramica di come questo potesse essere realizzato:
Il programma che verrà presentato a questa assemblea – per un disarmo generale e completo sotto un efficace controllo internazionale – mira a colmare il divario tra coloro che insistono su un approccio graduale e coloro che parlano solo del raggiungimento finale e totale. Creerebbe un meccanismo per mantenere la pace, distruggendo al contempo la macchina bellica. Procederebbe attraverso fasi equilibrate e protette, progettate per non conferire a nessuno Stato un vantaggio militare sugli altri. Affiderebbe la responsabilità finale della verifica e del controllo a chi spetta, non solo alle grandi potenze, non al proprio avversario o a se stessi, ma a un'organizzazione internazionale nell'ambito delle Nazioni Unite. Garantirebbe quella condizione indispensabile del disarmo – una vera ispezione – e la applicherebbe in fasi proporzionate alla fase del disarmo. Riguarderebbe sia i vettori che le armi. In definitiva, ne bloccherebbe la produzione, così come i test, il trasferimento e il possesso. Si otterrebbe, sotto gli occhi di un'organizzazione internazionale per il disarmo, una riduzione costante della forza, sia nucleare che convenzionale, fino ad abolire tutti gli eserciti e tutte le armi, eccetto quelle necessarie per l'ordine interno e una nuova Forza di Pace delle Nazioni Unite. E si avvia questo processo ora, oggi, proprio mentre iniziano i colloqui. In breve, il disarmo generale e completo non deve più essere uno slogan, usato per resistere ai primi passi. Non deve più essere un obiettivo senza mezzi per raggiungerlo, senza mezzi per verificarne i progressi, senza mezzi per mantenere la pace. Ora è un piano realistico e una prova: una prova per coloro che sono disposti solo a parlare e una prova per coloro che sono disposti ad agire.
Tra i principali gruppi per il disarmo nucleare figurano Campaign for Nuclear Disarmament, Greenpeace e International Physicians for the Prevention of Nuclear War. Ci sono state numerose grandi manifestazioni e proteste antinucleari. Il 12 giugno 1982, un milione di persone ha manifestato a Central Park, a New York, contro le armi nucleari e per la fine della corsa agli armamenti della guerra fredda. È stata la più grande protesta antinucleare e la più grande manifestazione politica nella storia americana. Dopo decenni di campagne, nel 1984 il governo neozelandese ha vietato alle navi dotate di armi nucleari e propulsione nucleare di entrare nelle acque territoriali del paese, con il divieto successivamente esteso a terra e nello spazio aereo. 

### Disarmo della polizia
Il movimento per il disarmo della polizia è un movimento politico che sostiene il disarmo degli agenti di polizia e delle forze dell'ordine che portano regolarmente armi, come quelli negli Stati Uniti. I metodi proposti per il disarmo della polizia spaziano dalla semplice enfasi sulla de-escalation e sulle alternative meno letali rispetto alla forza letale; alla limitazione dell'accesso della polizia alle armi da fuoco a unità specifiche (come le unità tattiche di polizia o gli ufficiali autorizzati alle armi da fuoco) o quando autorizzato o necessario; al definanziamento o alla sostituzione della polizia con altri sistemi di sicurezza pubblica. Il concetto risale al 1900 ed è stato storicamente sostenuto sia da anarchici che da libertari.
I sostenitori del disarmo della polizia citano la brutalità e la militarizzazione della polizia, le preoccupazioni per la sicurezza e la fiducia, e il potenziale di altri apparati di sicurezza pubblica al posto della polizia armata, come fattori che rendono il disarmo della polizia ideale o necessario. I critici del disarmo della polizia sostengono che il concetto sia irrealistico, citando la necessità per gli agenti di polizia di difendersi e l'incapacità degli agenti di sicurezza pubblica disarmati di gestire efficacemente i crimini violenti.